# 1451
Năm 1451 là một năm trong lịch Julius.